# Javi Márquez
Javier "Javi" Márquez Moreno est un footballeur espagnol né le 11 mai 1986 à Barcelone, qui évolue au poste de milieu de terrain pour le Gimnàstic de Tarragone en Liga 2.

## Palmarès
Vierge